# Pseudothyone furnestini
Pseudothyone furnestini is een zeekomkommer uit de familie Sclerodactylidae.
De wetenschappelijke naam van de soort werd in 1969 gepubliceerd door Gustave Cherbonnier.